# كالفين رامزي
كالفين ويليام رامزي (بالإنجليزية: Calvin William Ramsay)‏ (مواليد 31 يوليو 2003 في أبردين، إسكتلندا) هو لاعب كرة قدم إسكتلندي يلعب في مركز الظهير الأيمن مع نادي ليفربول في الدوري الإنجليزي الممتاز.

## روابط خارجية
- كالفين رامزي على موقع الاتحاد الأوربي (الإنجليزية)
- كالفين رامزي على موقع الاتحاد الإسكتلندي (الإنجليزية)
- كالفين رامزي على موقع قاعدة بيانات كرة القدم.إي يو (الإنجليزية)
- كالفين رامزي على موقع Soccerbase.com (لاعب) (الإنجليزية)
- كالفين رامزي على موقع Soccerway.com (الإنجليزية)
- كالفين رامزي على موقع عالم كرة القدم.نت (الإنجليزية)